# Раменка (река, впадает в Истринское водохранилище)
Ра́менка (устар. Чернушка) — река в городском округе Истра Московской области России, правый приток Истры. Исток — у деревни Назарово. Высота истока около 240 м над уровнем моря. Впадает в Истринское водохранилище у деревни Верхуртово. Высота устья — 168 м над уровнем моря. Длина — 11 км, площадь водосборного бассейна — 50,7 км².
По данным Государственного водного реестра России, относится к Окскому бассейновому округу. Речной бассейн — Ока, речной подбассейн — бассейны притоков Оки до впадения Мокши, водохозяйственный участок — Истра от истока до Истринского гидроузла.